# Visiones

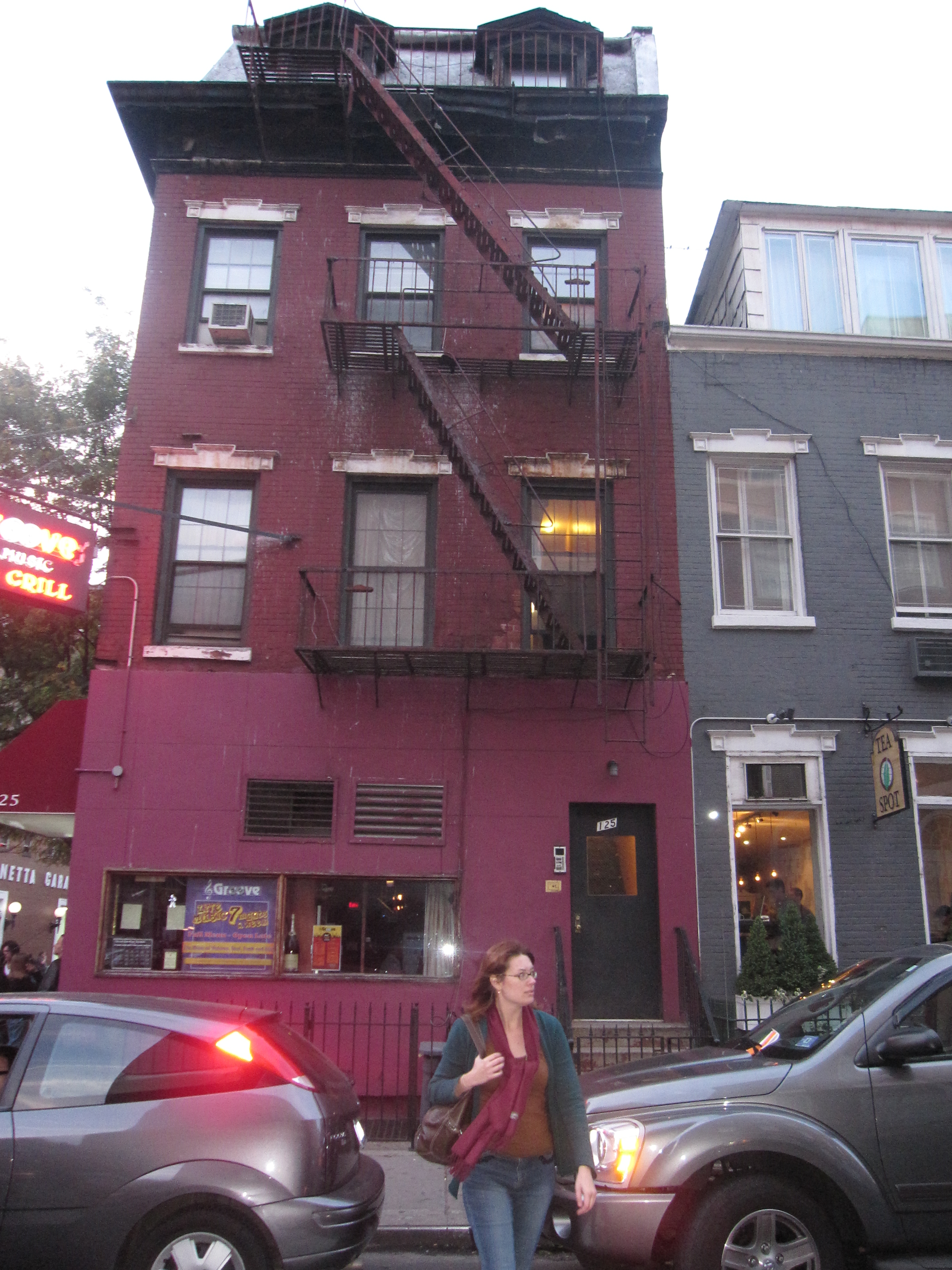
Im Gebäude 125 MacDougal Street befand sich der Club Visiones. Ansicht von 2009

Visiones war ein New Yorker Veranstaltungsort für Jazzmusik, der zwischen 1987 und 1998 im Greenwich Village bestand.

## Geschichte des Clubs
Der Visiones Jazz & Supper Club befand sich in einem 1829 erbauten Gebäude im New Yorker West Village (125 MacDougal Street); die Spielstätte entwickelte sich aus einem lateinamerikanischen Restaurant. Die Bandleaderin Maria Schneider trat in den 1990er-Jahren regelmäßig im Visiones auf. 
Im Visiones entstanden 1995–97 Livemitschnitte von John Abercrombie (Tactics, 1997, mit Dan Wall und Adam Nussbaum), Bruce Barth (Hope Springs Eternal (1995), mit Steve Wilson, Ed Howard, Adam Cruz), Lars Danielsson (Live at Visiones, 1997 mit David Liebman, Jon Christensen, Bobo Stenson) und Kenny Werner (Live at Visiones - Standards (1995), mit Ratzo Harris und Tom Rainey).